# Il filosofo di campagna
Il filosofo di campagna és una òpera en tres actes de Baldassare Galuppi, amb llibret de Carlo Goldoni. S'estrenà al Teatro San Samuele de Venècia el 26 d'octubre de 1754. L'abril de 1758 s'estrenà a Catalunya al Teatre de la Santa Creu de Barcelona; el 1768 s'hi tornà a oferir, però en la traducció al castellà del llibret que havia fet Ramón de la Cruz.
Aquesta òpera fou, entre les italianes, la més popular de les estrenades entre La serva padrona de Pergolesi (1733) i La buona figliuola (1760) de Piccinni. Recorregué els teatres italians més importants i, només en el període comprès entre el 1755 i el 1759, va tenir representacions a Frankfurt, Dresden, Praga, Bratislava, Mannheim, Múnic, Brussel·les i Sant Petersburg.

## Intèrprets de l'estrena
| Rol          | Tessitura | Intèrpret (estrena 26 d'octubre de 1754) |
| ------------ | --------- | ---------------------------------------- |
| Eugenia      | soprano   | Giovannina Baglioni                      |
| Rinaldo      | soprano   | Angela Conti-Leonardi                    |
| Nardo        | tenor     | Francesco Baglioni                       |
| Lesbina      | soprano   | Clementina Baglioni                      |
| Don Tritemio | baix      | Francesco Carattoli                      |
| Lena         | soprano   | Anna Zanini                              |
| Capocchio    | tenor     | Giacomo Caldinelli                       |

## Argument
Tritemio vol que la seva filla Eugenia es casi amb el filòsof Nardo, però la noia està enamorada del noble Rinaldo. La criada Lesbina reemplaça Eugeina, per tal d'evitar que Nardo es reuneixi amb Eugenia, i Nardo, que mai ha vist a Eugenia, acaba enamorant-se de Lesbina creient-la la veritable filla de Tritemio.
Després d'un seguit de malentesos, Nardo pren consciència de la veritable identitat de Lesbina, però l'accepta igualment, enamorat d'ella.
Lesbina fa creure a Tritemio que vol casar-se amb ell, i aquest crida un notari. Quan arriba, Tritemio s'adona que el que hi ha és el doble casament entre Nardo i Lesbina i entre Rinaldo i Eugenia. Tritemio ha de renunciar a Lesbina, però es consola casant-se amb Lena, una neboda de Nardo.

## Discografia
- 1956 - Anna Moffo (Eugenia), Florindo Andreolli (Rinaldo), Rolando Panerai (Nardo), Elena Rizzieri (Lesbina), Mario Petri (Don Tritemio) - Director: Renato Fasano - Orquestra: I Virtuosi di Roma - Testament[4]
- 2001 - Paola Antonucci (Eugenia), Patrizio Saudelli (Rinaldo), Alessandro Calamai (Nardo), Patrizia Cigna (Lesbina), Giorgio Gatti (Don Tritemio), Sonia Prina (Lena), Cristiano Olivieri (Capocchio) - Director: Francesco Piva - Orquestra: Intermusicale Ensemble - Bongiovanni[5]